# Bjärlöv
Bjärlöv är en tätort i Färlövs socken i Kristianstads kommun i Skåne län.

## Bjärlövs IF
Bjärlövs IF bildades 1960. Idrottsplatsen invigdes 1963. Lagets färger är gröna tröjor, vita byxor och gröna strumpor. Säsongen 2015 spelar herrlaget i division 7 nordöstra Skåne.

## Befolkningsutveckling
| Befolkningsutvecklingen i Bjärlöv 1990–2020 | Befolkningsutvecklingen i Bjärlöv 1990–2020 | Befolkningsutvecklingen i Bjärlöv 1990–2020 | Befolkningsutvecklingen i Bjärlöv 1990–2020 | Befolkningsutvecklingen i Bjärlöv 1990–2020 |
| ------------------------------------------- | ------------------------------------------- | ------------------------------------------- | ------------------------------------------- | ------------------------------------------- |
|                                             |                                             |                                             |                                             |                                             |
| År                                          |                                             |                                             | Folkmängd                                   | Areal (ha)                                  |
| 1990                                        | 1990                                        |                                             | 168                                         | 19#                                         |
| 1995                                        | 1995                                        |                                             | 187                                         | 27#                                         |
| 2000                                        | 2000                                        |                                             | 204                                         | 27                                          |
| 2005                                        | 2005                                        |                                             | 186                                         | 29#                                         |
| 2010                                        | 2010                                        |                                             | 173                                         | 29#                                         |
| 2015                                        | 2015                                        |                                             | 202                                         | 69                                          |
| 2020                                        | 2020                                        |                                             | 242                                         | 69                                          |
| Anm.: Åter tätort 2015. # Som småort.       |                                             |                                             |                                             |                                             |